# 中煤平朔集团
中煤平朔集团有限公司，目前是中煤能源集團旗下公司，中煤平朔集团有限公司是中国中煤能源集团有限公司煤炭生产的核心企业，是中国主要的动力煤基地和晋北亿吨级煤炭生产基地。其前身平朔煤炭工业公司是为建设中美合作的安太堡露天煤矿而成立，组建于1982年，直属煤炭工业部，负责平朔矿区的开发、建设、生产和后勤服务,1997年并入中国中煤能源集团有限公司。2012年，为适应企业发展的需要，更名为中煤平朔集团有限公司，实行集团化运作。煤平朔集团现有3座年产能力2000万吨以上的特大型露天矿、4座井工矿、6座配套洗煤厂、4条总运输能力1亿吨的铁路专用线、7座总装机容量673万千瓦的参控股发电厂、1套年产30万吨合成氨装置和2套年产20万吨硝酸铵装置，矿区排土场复垦区植被覆盖率达到95%以上。截至2020年底，公司资产总额682.76亿元，累计生产原煤16.41亿吨，外运商品煤12.82亿吨。

## 机遇与合作
- 1979年春，邓小平访问美国，在得克赛斯州一次聚会上，第一次与阿莫德·哈默见面，邓小平希望哈默可以按照帮助苏联的模式来帮助促进中国的发展，哈默也表达了有意进入中国市场的态度，双方可以说一拍即合。其中在会晤结束前有一个小插曲，哈默提出由于中国不准许私人飞机进入，但是自己年龄又不无法乘坐商业航班，当即邓小平非常灵活的表示可以帮助解决这个问题。两个月后，哈默乘坐他的私人波音727飞机，带着20多位专家兴致勃勃地到了中国。经过与中国有关方面的多次会谈，随后哈默所代表的公司与中国方面签订了包括石油勘探、煤矿开采、杂交稻种和化学肥料等方面的初步协议，开始了与中国的经济合作计划。

- 1981年7月3日，时任中国煤炭工业部部长高扬文、副部长孔勋与哈默就合作开发山西平朔安太堡露天煤矿事宜进行会谈，并签署了会议纪要。邓小平出席了签字仪式。签字仪式结束后，邓小平指示：“哈默愿意帮助我们开发平朔煤矿，两年能出1200万吨，4年达到1500万吨，就说4年，也比我们不晓得快多少。我们过去搞800万吨的煤矿，大体上10年建成，时间很长。像这样的项目，我们应该采取非常热情的态度。应当作为专题拍板，不要一家一家汇报，转圈圈。”
- 1982年3月，哈默来到中国，与中方正式签署了合作开发安太堡露天煤矿可行性研究报告协议书。

- 1984年4月，哈默与中国正式达成在安太堡共同开发安太堡煤矿的协议。签订协议后，邓小平第四次会见了哈默。邓小平说：“我们要在这个项目上向你们学习一些东西。”

- 1984年，中外合资的安太堡露天煤矿破土动工，总投资额6.5亿美元（哈默出资2亿美元），是当时世界上最大的露天煤矿。[1]

## 历史
- 1980年以来，中国煤炭开发总公司与美国几家公司进行多次接触，探讨合作开发平朔煤炭资源的可能性
- 1982年1月，煤炭部批准成立中国平朔露天煤矿筹备处
- 1983年5月，煤炭部决定将筹备处更名为中国平朔露天煤炭公司[2]
- 1987年5月，公司改名为煤炭工业部平朔煤炭工业公司
- 1988年8月，公司改名为平朔煤炭工业公司
- 1997年6月，煤炭部将公司纳入中国煤炭工业进出口集团公司
- 2006年，中煤集团公司对所属二级企业进行了重组，成立了中国中煤能源股份有限公司平朔分公司[3]至此，平朔公司纳入股份公司上市范畴的资产包括山西中煤平朔安太堡煤炭有限公司、山西平朔安家岭露天煤炭有限公司、中国中煤能源股份有限公司平朔分公司，存续企业为平朔煤炭工业公司，主要包括平朔非煤产业管理总部、平朔生活服务公司和平朔医院
- 2008年8月，中国中煤能源股份有限公司平朔分公司注销，改在朔州市注册成立中煤平朔煤业有限责任公司，将上市公司资产全部纳入其中管理[4]
- 2012年8月，公司更名为中煤平朔集团有限公司[5]